# 13 Eskadra Liniowa

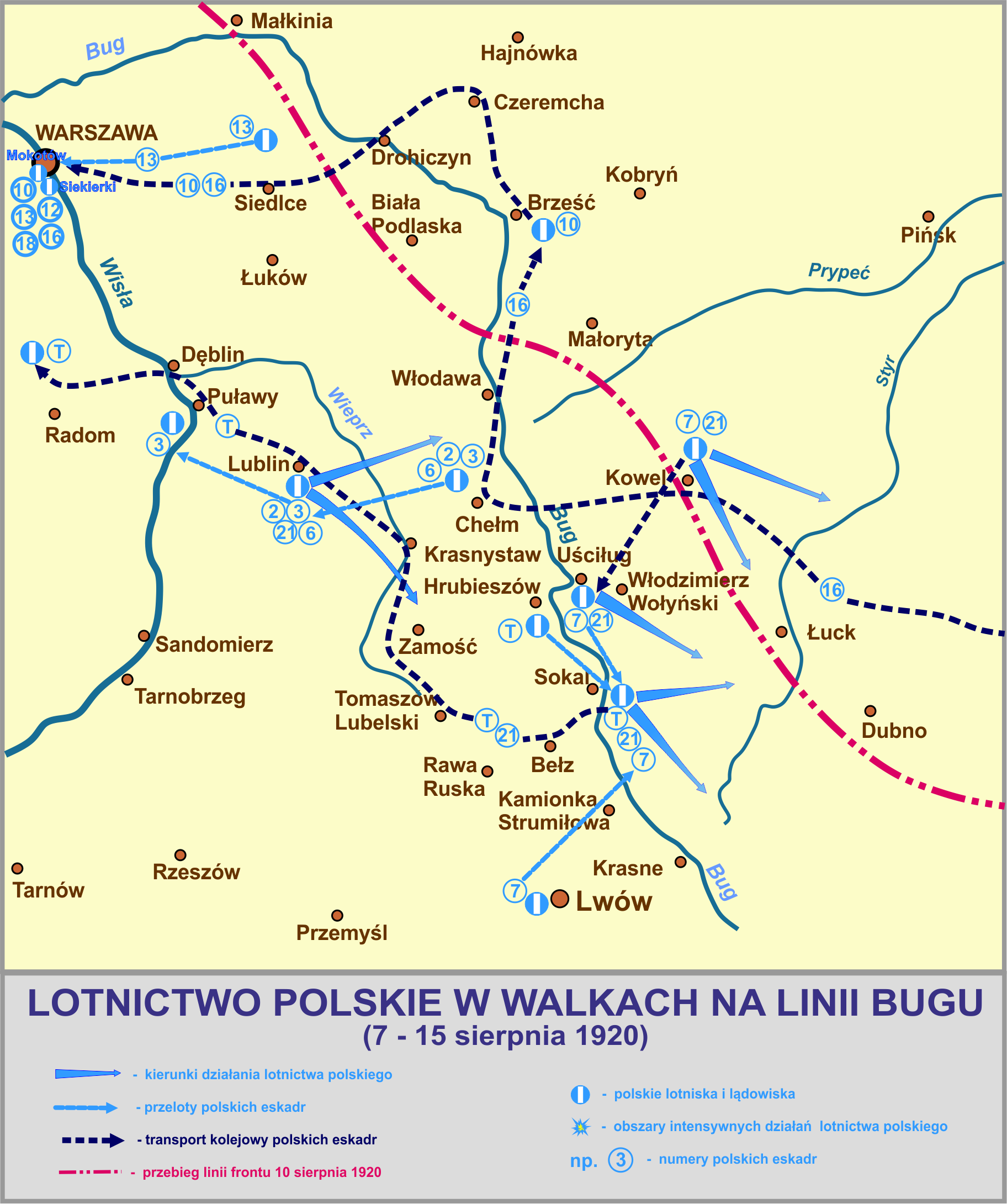

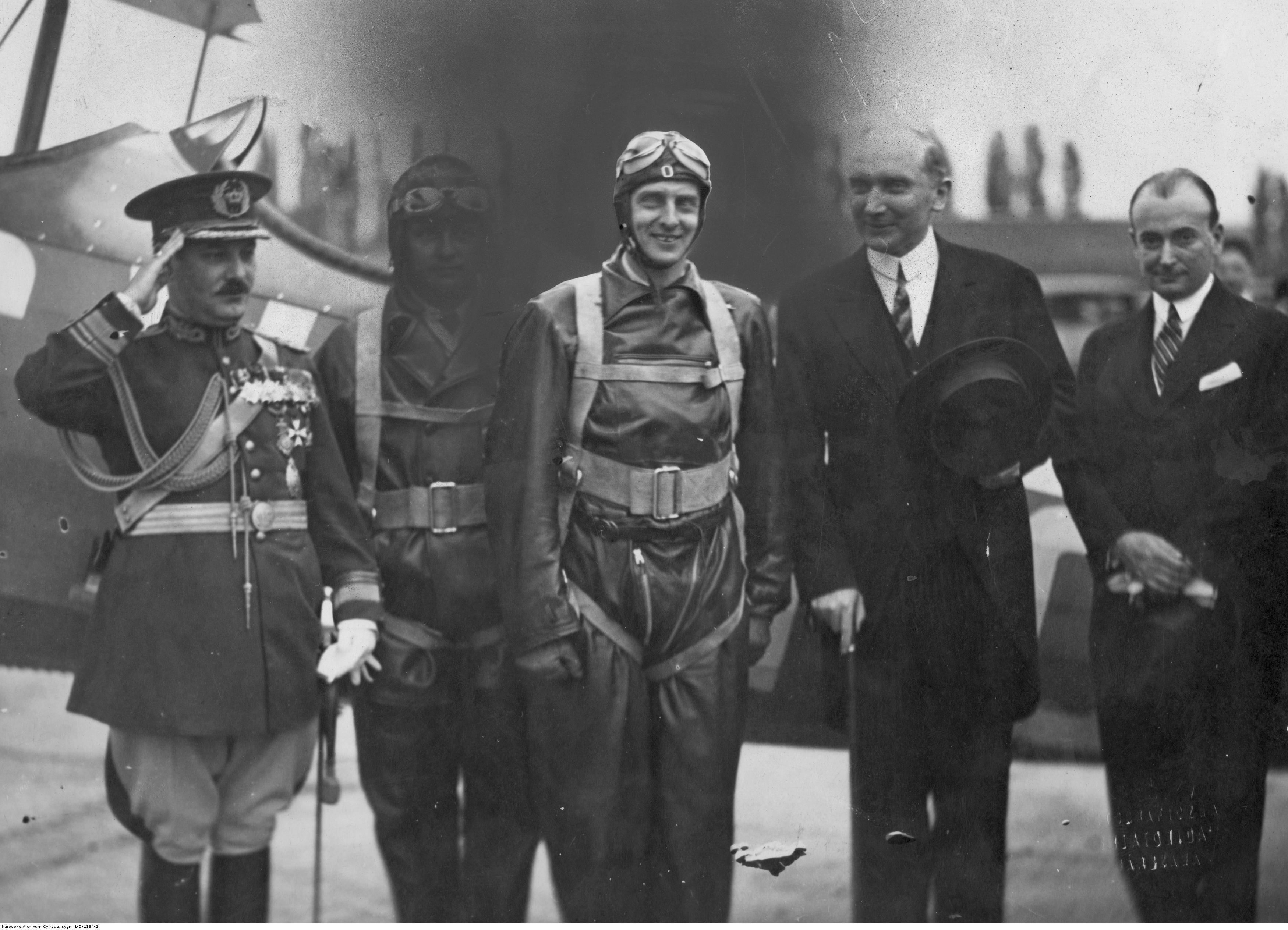
Wizyta brata króla Rumunii księcia Mikołaja w Polsce – powitanie na lotnisku

13 eskadra liniowa – pododdział lotnictwa Wojska Polskiego w II Rzeczypospolitej.
W 1918 na lotnisku mokotowskim w Warszawie zorganizowana została „eskadra warszawska”, która później przemianowana została na 3 eskadrę wywiadowczą. W 1925 eskadra została przemianowana na 13 eskadrę lotniczą, a rok później na 13 eskadrę niszczycielską nocną. 1929 przemianowano ją na 13 eskadrę liniową, a w 1934 13 eskadra została rozwiązana. Prawie cały personel latający i naziemny przeszedł do 13 eskadry towarzyszącej.
Godło eskadry:
- biały kościotrup z czerwoną szarfą grający na skrzypcach – na samolotach Ansaldo 300 i Potez XV
- biały równoramienny trójkąt na tle czerwonego kwadratu z białą obwódką – na samolotach Potez XXVII i Breguet

## Formowanie i zmiany organizacyjne
W maju 1925 3 eskadra wywiadowcza została przemianowana na 13 eskadrę lotniczą i weszła w skład II dywizjonu 1 pułku lotniczego. Na wyposażeniu posiadała samoloty Ansaldo 300.
Na przełomie 1925/1926 roku rozpoczęła się wymiana samolotów na Potezy XV.
Rozkazem Departamentu Żeglugi Powietrznej MSWojsk. L.dz. 500/tjn. 0g. 0rg. z 26 maja 1926 przemianowano II dywizjon lotniczy na II dywizjon niszczycielski nocny.
W 1927 eskadra sukcesywnie otrzymywała samoloty Potez XXVII, a już w 1929 rozpoczęto ich wymianę na lekkie bombowce Breguet XIX B.2 z oprzyrządowaniem do nocnych lotów.
Rozkazem Ministra Spraw Wojsk. Biuro Og.– Org. L.dz. 412/tjn. z 2 sierpnia 1928 przemianowano 14 eskadrę niszczycielską na 211 eskadrę, a 13 eskadra została przesunięta do I dywizjonu lotniczego.
W 1932 został wprowadzony nowy system oznakowania samolotów. Polegał na przyporządkowaniu poszczególnym pułkom znaków graficznych. 111 eskadra nie stosowała tego systemu.
Rozkazem dziennym nr 25 z 31 stycznia 1934 13 eskadra liniowa została rozwiązana, a prawie cały personel latający i naziemny przeszedł do organizującej się 13 eskadry towarzyszącej. Samoloty Breguet XIX zostały przekazane do 2 pułku lotniczego na wyposażenie formującej się 24 eskadry liniowej.
| Nazwy jednostki i daty sformowania, przeformowań i rozformowania | Nazwy jednostki i daty sformowania, przeformowań i rozformowania | Nazwy jednostki i daty sformowania, przeformowań i rozformowania | Nazwy jednostki i daty sformowania, przeformowań i rozformowania | Nazwy jednostki i daty sformowania, przeformowań i rozformowania | Nazwy jednostki i daty sformowania, przeformowań i rozformowania | Nazwy jednostki i daty sformowania, przeformowań i rozformowania | Nazwy jednostki i daty sformowania, przeformowań i rozformowania | Nazwy jednostki i daty sformowania, przeformowań i rozformowania | Nazwy jednostki i daty sformowania, przeformowań i rozformowania | Nazwy jednostki i daty sformowania, przeformowań i rozformowania |
| ---------------------------------------------------------------- | ---------------------------------------------------------------- | ---------------------------------------------------------------- | ---------------------------------------------------------------- | ---------------------------------------------------------------- | ---------------------------------------------------------------- | ---------------------------------------------------------------- | ---------------------------------------------------------------- | ---------------------------------------------------------------- | ---------------------------------------------------------------- | ---------------------------------------------------------------- |
| XII 1918                                                         | eskadra warszawska                                               | 1919                                                             | 3 eskadra wywiadowcza                                            | V 1925                                                           | 13 eskadra lotnicza                                              | V 1926                                                           | 13 eskadra niszczycielska N                                      | X 1929                                                           | 13 eskadra liniowa                                               | 1934                                                             |

## Dowódcy eskadry
- kpt. pil. Czesław Niekraszewicz (1925 – 14 V 1926)[1] → zginął w wypadku lotniczym
- kpt. pil. Karol Malik (V 1926 – VII 1929)
- kpt. pil. Ignacy Skorobohaty (VII 1929 – XI 1931)[3]
- kpt. obs. Leonard Hudzicki (XI 1931 – VIII 1933)
- kpt. pil. Jan Kazimierz Lasocki (VIII 1933 – I 1934)

## Wypadki lotnicze
- 27 kwietnia 1926, przy zrzucaniu wieńca podczas pogrzebu płk. pil. Aleksandra Serednickiego, samolot z załogą sierż. pil. Wacław Brzezina i st. szer. mech. Wincenty Gromadzki, na skutek zderzenia z drugą maszyną runął na ziemię. Obaj lotnicy ponieśli śmierć[1].
- 14 maja 1926 zginął w locie służbowym kpt. Niekraszewicz[1].
- 2 kwietnia 1931 samolot Breguet XIX, z załogą ppor. obs. Bronisław Likowski i por. pil. Euzebiusz Żebrowski rozbił się z powodu awarii silnika na dziedzińcu Ministerstwa Spraw Wojskowych w Warszawie. Lotnicy ponieśli śmierć[3].
- 4 maja 1933, podczas przelotu do Krakowa, zginęli ppor. obs. Stanisław Malczyk i st. szer. pil. Feliks Żbikowski[5].

## Samoloty eskadry

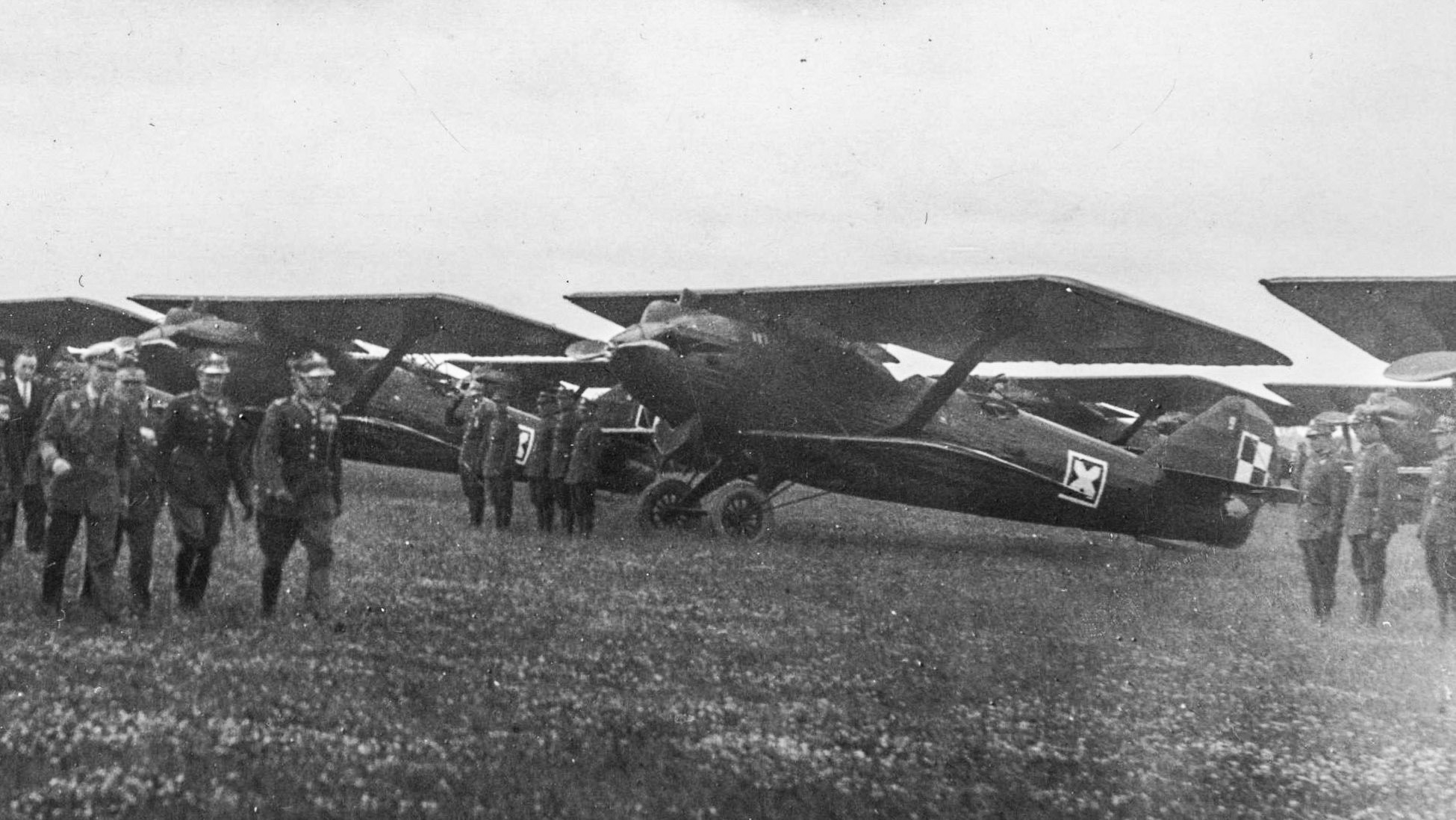
Breguet 19 (1926–1935)